# Marsdenia pickelii
Marsdenia pickelii är en oleanderväxtart som beskrevs av J. Fontella Pereira och G. Morillo. Marsdenia pickelii ingår i släktet Marsdenia och familjen oleanderväxter. Inga underarter finns listade i Catalogue of Life.